# Euodynerus quadrifasaciatus
Euodynerus quadrifasaciatus är en stekelart. Euodynerus quadrifasaciatus ingår i släktet kamgetingar, och familjen Eumenidae.

## Underarter
Arten delas in i följande underarter:
- E. q. atripes
- E. q. eburnus